# Elena Viunova
Elena Viunova (* 1985 in Moskau) ist eine türkische Schauspielerin.

## Biografie
Viunova wurde 1985 in Moskau geboren. Ihr Debüt gab sie 2012 in der Fernsehserie Son: Der vermisste Passagier. Anschließend trat sie 2013 in Kayıp auf. Außerdem bekam sie 2014 eine Rolle in dem Film Yağmur: Kiyamet Çiçeği. 2017 spielte Viunova in Geçmiş die Hauptrolle. Von 2017 bis 2018 wurde sie für die Serie Payitaht Abdülhamid gecastet. Unter anderem war Viunova in Veda Mektubu zu sehen.

## Filmografie
Filme
- 2014: Yağmur: Kiyamet Çiçeği
- 2016: Emanet
- 2017: Geçmiş

Serien
- 2012: Son: Der vermisste Passagier
- 2013: Kayıp
- 2017–2018: Payitaht Abdülhamid
- 2018–2019: İstanbullu Gelin
- 2019: Vurgun
- 2023: Veda Mektubu